# Лаос
Лаоската народнодемократична република е държава в Югоизточна Азия, която граничи с Мианмар и Китай на северозапад, с Виетнам на изток, с Камбоджа на юг и с Тайланд на запад.
След период на френски протекторат, страната получава независимост през 1949 г. Следва продължителна гражданска война, която официално приключва, когато комунистическото движение Патет Лао идва на власт през 1975 г. Площта ѝ е 236 800 km², от които 232 064 km² суша и 4736 km² водна площ.

## История
Лаос е една от древните държави в Индокитай, населявана от китайски племена, които идват на юг от съвременната китайска провинция Юннан. Постепенно те заселват бреговете на река Меконг и основат няколко малки държавици. Според легендата първият крал на Лаос Кхун Бором наследил земя около Муанг Тхен („Мястото на небесните духове“) в Южен Китай. Неговият син и наследник Кхун Ло повел народа си на юг и се установил в Раджадхарани Шри Судхана (днешен Луанг Прабанг). След него царували много крале (в някои извори техният брой е 22), но точните дати на техните управления и роднинските им връзки не са уточнени. Според традицията, за последен крал по мъжка линия от Кхун Бором се смята Прая Ранга.
През 1316 г. той е наследен от Сувана Кампонг, който дава началото на нова династия. Неговият внук Фа Нгум бил способен държавник и военачалник, който разширил значително територията на кралството си, покорявайки редица по-малки държавици. Той се смята и за основател на кралството Лансанг, в чиито предели влизат обширни територии от днешен Тайланд на запад и Чампа на изток. Фа Нгум взима за съпруга принцеса от кралския двор на Камбоджа, под чието влияние въвежда будизма като официално религия в държавата си. Въпреки че кралството процъфтява, особено през XVI век голямата му територия превръща поддържането на политическото единство трудно, както и отбраната срещу агресивните съседи.
С убийството на крал Тиан Тхала през 1695 г. започва междудинастичен спор за трона, който прераства в гражданска война. В резултат Лансанг се разпада на три кралства – Луанг Прабанг, Виентян и Чампасак. В същото време Сиам също се намесва в тези конфликти на няколко пъти през XVIII век, и през 1787 – 1788 г. анексира трите държави. На троновете им са поставени т.нар. васални крале, които на практика обаче зависят напълно от владетеля на Сиам. Очаквайки война между Англия и Сиам, през 1824 г. кралят на Виентян се разбунтува, подпомогнат от виетнамците. Той е разбит и изпратен в Банкок, където е екзекутиран а кралството му – унищожено. Останалите две държави – Виентян и Чампасак, продължават полуавтономното си съществуване до края на XIX век.
Междувременно през втората половина на XIX век в Индокитай все по-усилено проникват французите. Между 1898 и 1907 г. са сключени няколко споразумения между Франция и Сиам, по силата на които по-голямата част от лаоските територии стават френски протекторат. Въпреки че кралство Луанг Прабанг продължава да съществува като автономен протекторат, всички останали територии, включително Чампасак, минават под прякото управление на френски върховен резидент, чието седалище става Виентян. След окупирането на Франция от нацистите, Париж е принуден да подпише през август 1940 г. т.нар. Пакт Мацуока-Анри, с който Япония получава всички лаоски територии западно от река Меконг до Тайланд. През март 1945 г. японски войски окупират Луанг Прабанг, принуждавайки крал Сисаванг Вонг да обяви „независимост“. След капитулацията на Япония кралят е принуден отново да признае страната си за френски протекторат.
Междувременно в страната се заражда и набира все повече сила движение за независимост, ръководено от организацията „Лао Иссара“. Негови части завземат властта във Виентян, Саванакхет и още няколко града, установяват временен парламент, който през октомври 1945 г. прокламира обединението на страната и отстраняването на краля от трона. През март 1946 г. френски войски започват отново реокупация на Лаос, принуждавайки „Лао Иссара“ да възстанови на трона Сисаванг Вонг, като крал на обединен Лаос. Виентян и другите градове, контролирани от привържениците на независимостта са превзети от французите, а много активисти на „Лао Иссара“ се оттеглят в Тайланд, където установяват правителство в изгнание. Независимо от това Париж приема обединеното кралство, конституция и национален парламент.
Страната е призната за самоуправляваща се единица в рамките на Френската общност през 1949 г. Междувременно „Лао Иссара“ се саморазпуска и неговите членове се връщат в Лаос, някои се включват в кралското правителство, а други се присъединяват към нововъзникналия „Патет Лао“, контролиран от виетнамските комунисти. Франция прави по-нататъшни отстъпки към независимост с Френско-лаоския договор за приятелство и съюз през октомври 1953 г., а на следващата дава на Лаос и пълна независимост.
Следващите двайсет години са време на непрестанни борби между кралското правителство, комунистите и привържениците на неутралитета. До голяма степен събитията през този период са отражение на ставащото във Виетнам. Изтеглянето на американските войски от Южен Виетнам довежда до увеличаване на борбата за власт, която води „Патет Лао“. Между август 1974 и ноември 1975 г. лаоските комунисти установяват контрол върху столицата Виентян, прогонват или избиват членовете на кралското правителство и установяват т.нар. „революционна администрация“, отваряйки много „образователни лагери“. Кралят е принуден да абдикира на 29 ноември 1975 г., а няколко дни по-късно друг представител на кралската династия – принц Суфанувонг, става първият президент на новоучредената Лаоска народнодемокранична република.
Между 1964 и 1973 г., по време на Виетнамската война, САЩ бомбардира Лаос. На минута падат средно по осем бомби. САЩ провежда общо 580 344 бомбардировки и хвърля около 260 млн. бомби, като по този начин се опитва да изолира комунистическите северновиетнамски войски. Най-голямата част от бомбите са касетъчни бомби срещу жива сила, като около 30% от тях не се взривяват. След войната в страната остават около 288 млн. касетъчни боеприпаси и 75 млн. бомби, които не са експлодирали. От 1964 до 2016 г. около 29 хил. души в Лаос са загинали от взривени бомби, а 21 хил. са ранени, огромната част от които са цивилни.
През 1975 г. министър-председател става Кейсон Фомвихан започва сближение със СССР. След смъртта на Суфанувонг през 1986 г., Фомвихан става президент и затвърдява социализма с нови сили. Включва в ръководената от него държава система, която го задържа на власт до смъртта му през 1991 г.
Между 1995 и 2013 г. САЩ подпомага Лаос при премахването на касетъчните бомби с 90 млн. щатски долара, а между 2016 и 2019 г. помощта ще възлиза на 90 млн. щатски долара. 10 от 18-те провинции на Лаос са засегнати от невзривени боеприпаси. Според Конвенцията за касетъчни боеприпаси, приета от 108 държави, ползването на касетъчни боеприпаси е забранено и обезопасяването им също е осигурено, но държави като Русия и САЩ не са я подписали. Невзривените боеприпаси правят огромни части от обработваемите земи неизползваеми.
През 2016 г. Барак Обама става първият президент на САЩ, посетил Лаос.

## Административно деление
Според сега действащото административно деление, страната е разделена на 16 провинции (кхуенг), 1 град на централно подчинение (кампхенг накхон) и 1 специален район (кхетпхисет). Провинциите от своя страна се разделят на 140 окръга (муанг) и 11 767 селски общини (бан).
| №  | Провинция     | Площ (км²) | Население | Административен център |
| -- | ------------- | ---------- | --------- | ---------------------- |
| 1  | Аттапи        | 10 320     | 87 700    | Аттапи                 |
| 2  | Бокео         | 6196       | 114 900   | Бан Хуайсай            |
| 3  | Борикхамсай   | 14 863     | 164 900   | Муанг Паксан           |
| 4  | Чампасак      | 15 415     | 503 300   | Паксе                  |
| 5  | Хуапхан       | 16 500     | 247 300   | Самнуа                 |
| 6  | Кхаммуан      | 16 315     | 275 400   | Такхек                 |
| 7  | Луанг Намта   | 9325       | 115 200   | Луанг Намта            |
| 8  | Луанг Прабанг | 16 875     | 367 200   | Луанг Прабанг          |
| 9  | Удомсай       | 15 370     | 211 300   | Муангсай               |
| 10 | Пхонгсали     | 16 270     | 153 400   | Пхонгсали              |
| 11 | Сараван       | 10 691     | 258 300   | Сараван                |
| 12 | Саваннакхет   | 21 774     | 674 900   | Саваннасхет            |
| 13 | Виентян       | 15 927     | 286 800   | Муанг Пхонхонг         |
| 14 | Сайнабури     | 16 389     | 293 300   | Муанг Саябури          |
| 15 | Седон         | 7665       | 64 200    | Банпхон                |
| 16 | Сиангкхуанг   | 15 880     | 201 200   | Пхонгсаван             |
| 17 | Виентян1      | 3920       | 531 800   | Винтян                 |
| 18 | Сайсомбум2    | 7105       |           | Бан Муанг Ча           |

1 Град на централно подчинение
2 Специален район

## Природа
Югозападната част на страната се намира в долината на река Меконг, а на североизток, по границата с Виетнам са Анамските планини.
Около 75% от площта на Лаос е заета от гъсти тропически гори. Растителният свят е изключително разнообразен. Срещат се огромен брой орхидеи, има гори от бамбук, който в някои части на страната достига височина 30 метра. По-впечатляващи са огромните дървета на джунглата, надвишаващи 60 метра. От голямо значение за населението е тиковото дърво, което се цени заради ценната си дървесина, използвана за производството на мебели. Освен това се срещат много видове палми, епифити и др. Несравнимо богат е и животинският свят, представен от множество видове птици, влечуги, маймуни. Лаос е дом на слонове, носорози, леопарди, тигри, мечки, крокодили, птици-носорози, папагали и много други. Слабата населеност на страната, неразвитата промишленост и по-ниската степен на изсичане на горите, в сравнение с други страни е запазило обширни девствени гори с много богато биоразнообразие, чиито видове имат стабилни популации.

## Икономика

### Селско стопанство
Отглеждат се ориз, кафе, тютюн, памук, царевица, медицински мак (опиум), дървета с ценна дървесина и животновъдство.

### Промишленост
Промишлеността е слабо развита.

### Рудодобив
Калай (единственият ресурс добиван в по-големи количества), залежи от злато, мед, желязна руда и въглища.

## Население
Населението на Лаос към 2020 година е приблизително 7,45млн. За 2008гл, населението се равнява на 6 667 534 души. Гъстота – 28 души на кв. км. Естественият прираст е 25. Средна продължителност на живота: мъже – 52 г.; жени – 55 г. Етнически състав – лаосци – 67,2%, планински таи – 7,8%, кхму – 7,2%, планински кхмери – 4,4%, мео – 3,8%, путенг – 2,9%, други – 6,7%. Градско население – 25%. Столицата Виентян има 683 000 жители към 2020г. 

## Други
- Комуникации в Лаос
- Транспорт в Лаос
- Армия на Лаос
- Външна политика на Лаос